# 平康頼
平 康頼（たいら の やすより、生没年未詳）は、平安時代の武士。信濃権守・中原頼季の子。官位は六位・左衛門大尉。後白河法皇の近習として北面に仕える。平判官入道と称された。

## 経歴
明経道の家柄である中原氏に生まれる。10代で平保盛（平清盛の甥）の家人となる。保盛は長寛元年（1163年）越前国の国司に任ぜられているが、18歳の康頼も越前国に派遣されて、この頃に主君から平姓の賜与を受けたと思われる。保盛は仁安元年（1166年）尾張国の国司に転任し、康頼を目代に昇格させて派遣した。

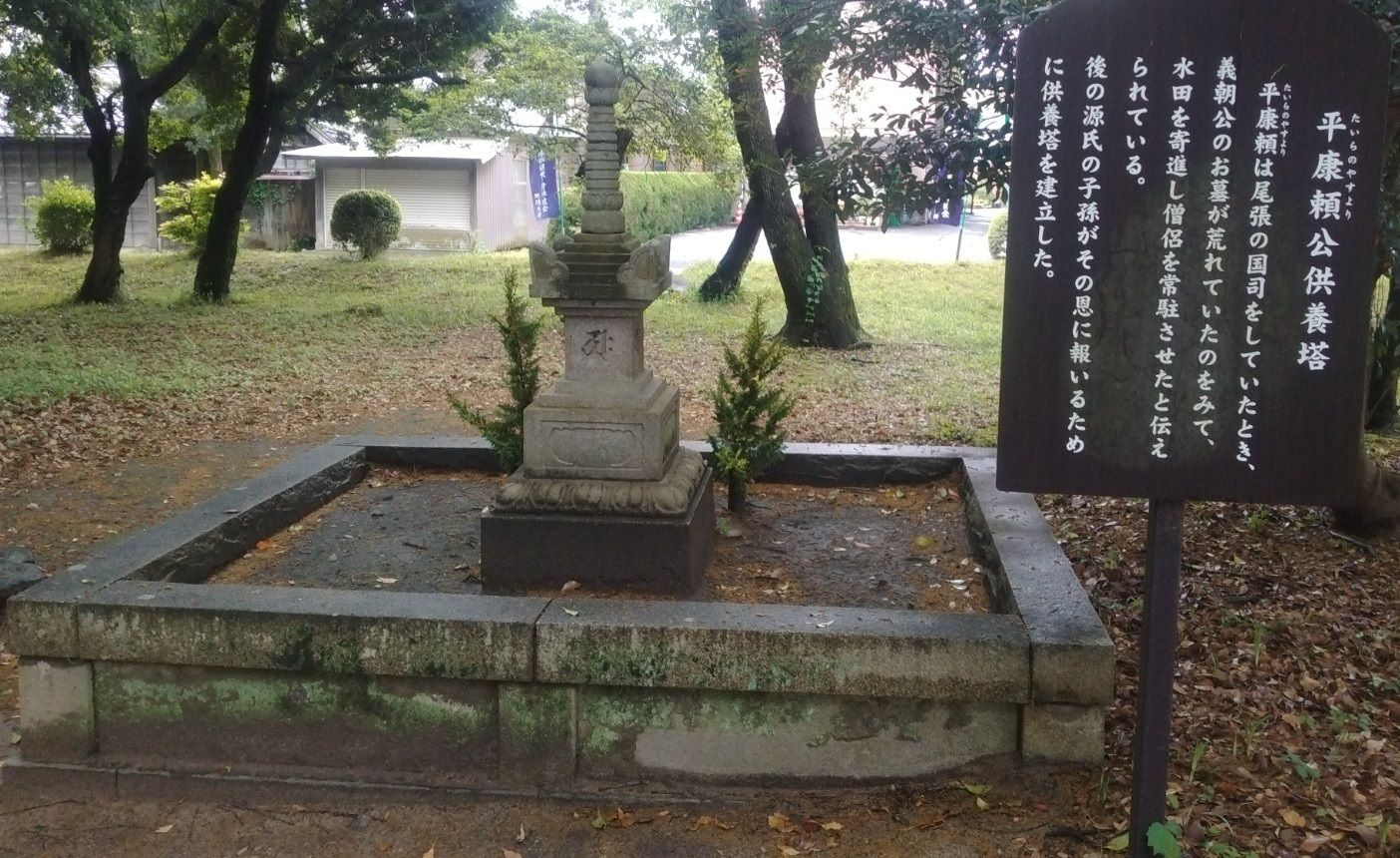
美浜町野間大坊にある平康頼の供養塔

尾張国知多郡野間荘には平治の乱で敗走の途中に相伝の家人であった長田忠致によって湯殿で非業の死を遂げた源義朝の墓があったが、誰も顧みる者もなく荒れるに任せていた。もちろん、国司・保盛の許可を得てしたことであろうが、康頼はこの敵将の墓を修理して堂を立て、六口の僧を置き不断念仏を唱えさせ、その保護のために水田30町歩を寄進した。この噂は京にも伝わり後白河上皇の耳にも達して、平康頼なる人物は目代ながら、武士道の礼節をわきまえた頼もしい若者との深い印象を与え、近習に取立てた。また清盛はじめ平家一門の人々からも、敵将の墓を修理して保護した康頼を、武士の鑑として一門の名を高めたと好評判であった。任官と同時に上皇の近習にとり立てられ半月もたたない仁安4年（1169年）1月に行われた、後白河上皇12回目の熊野参詣には、早くも近習として供を命ぜられている。また嘉応元年（1170年）4月に後白河上皇は平清盛と同伴で東大寺に参詣したが、康頼を含む7人の衛府役人が随行している。また、後白河上皇は今様を非常に愛好し、多くの公家や官人にも教えていたが、康頼も門弟の一人で、美声で声量もあり抜きん出た歌い手であった。その点でも、上皇から特に目をかけられていたようである。承安4年（1174年）北面の武士から検非違使・左衛門大尉に任ぜられ、平判官と称した。
安元3年（1177年）6月に康頼は藤原成親・西光・俊寛らとともに鹿ケ谷の山荘での平家打倒の密議に参加。しかし、多田行綱の密告により策謀が漏れて康頼も捕縛され、俊寛・藤原成経と共に薩摩国鬼界ヶ島へ流された（鹿ケ谷の陰謀）。康頼は配流途中の周防国室積で出家入道し性照と号した。信仰心が厚く、もっと早く出家しなかったことを悔やんで、以下の和歌を詠んでいる。
- つひにかく 背きはてける 世の中を とく捨てざりし ことぞくやしき

『平家物語』の覚一本（屋代本）では「鬼界嶋」に流されたとされており、硫黄島のことと考えられている。延慶本では「鬼界嶋」は異名で「油黄嶋（油黄島）」であるとした上で、当初三人は異なる島に流刑されていたとしており、成経は「油黄島」（硫黄島）、康頼は「アコシキノ島」、俊寛は「白石ノ島」に流されたと記している。このうち康頼の流刑地の「アコシキノ島」は、『三島村誌』では転訛から考えて悪石島（トカラ列島）であるとするが、延慶本の記述にある「端五島ガ内」にトカラ列島は含まれないとして口永良部島であるとする説もある。三人が最初から揃って同じ島に流されたという認識は覚一本や流布本系統の『平家物語』によって形成されたものである（鬼界ヶ島を参照）。
配流先で京を懐かしむ日々の中、康頼は成経と熊野三所権現を勧請して帰洛を願ったという。また、成経と康頼は千本の卒塔婆に望郷の歌2首を記し海に流すことを思い立つ。
- 薩摩方 沖の小島に 我ありと 親には告げよ 八重の潮風
- 思ひやれ しばしと思ふ 旅だにも なほ古里は 恋しきものを

一本の卒塔婆が安芸国厳島に流れ着き、これに心を打たれた平清盛は赦免を行う。治承2年（1178年）に赦免船が来島し、成経と康頼は赦免され京へ戻るが、俊寛は許されなかった。なお、中宮徳子の安産祈願の大赦が出され赦免され京へ戻ることができたともいう。帰京後、康頼は伯母が尼となって身を寄せていた東山の雙林寺で、仏教説話集『宝物集』を編集執筆する。歌人として『千載和歌集』（4首）以下の勅撰和歌集に6首が採録されている。
平家滅亡後、文治2年（1186年）頼朝はかつて受けた恩義に報いた、父の義朝の墓を整備・追善した平康頼は天領阿波国麻殖保の保司に任ぜられ同じ平を名乗る二人の者が行動を共にした[7]。平治の乱では頼朝（十三歳）や義経（一歳）は平保盛の祖母池禅尼に命を助けられている。
愛知県美浜町の大御堂寺には康頼の墓がある。

## 伝承
徳島県鴨島町には、平康頼に関する伝承がある。
承久2年（1220年）頃に康頼は自らの生涯75年間におきた出来事を記録し、一通を京都の雙林寺へ送り、一通は玉林寺に残し、その年に大往生した。方一丁の土地通称一町地で火葬される。遺言により、家人の鶴田氏が康頼神社を建て主君を神として祀り代々祭司を務めた。康頼神社の脇に墓がある。遺骨は分骨されて、京都東山の雙林寺にも埋葬された。康頼神社の脇に三基の五輪塔があるが、康頼の母、康頼、俊寛の3人のものという。清盛の怒りが解けず、鬼界が島に一人残された俊寛は、数年後に都から、はるばる訪ねて来た弟子の有王の世話をうけながら、自ら絶食して生命を絶った。有王は主人を火葬して骨を持ち帰り、高野山に埋葬したが、康頼はその分骨をゆずり受けて、壇の下に葬ったとも言われている。
康頼の嫡男・平清基は承元年中に保司職を継承した。鎌倉3代将軍・源実朝が死去する頃には、幕府は執権の北条氏が頼朝以来の有力な御家人・門葉を排除し、実権を掌握していた。後鳥羽上皇は諸国の広大な荘園を再び取り返そうと、全国の武士に北条義時追討の院宣を下した。上皇側の予想に反し思うように兵は集まらず、圧倒的な鎌倉の大軍を支えることが出来ず、それぞれの国元へ逃げ帰った。この戦いで阿波の佐々木経高と高重の父子は討死して果て、600余の兵のほとんどは阿波へ帰らなかった。阿波国に対しては佐々木氏に代わって、小笠原長清を阿波守に任じた。長清は阿波へ入り居城を攻め、ほとんど兵のいない鳥坂城は炎上し、経高の二男高兼は城を捨て山中に逃げたが、小笠原氏は高兼の生存を許さなかったため、一族と家臣達が百姓となって、この地に住む事を条件に、自ら弓を折り腹を切って自害した。神山町鬼篭野地区にある弓折の地名は、高兼が弓を折って自害した所で、同地に多い佐々木姓は、かつての阿波守護職、近江源氏佐々木経高の後裔達であるといわれる。
　一方、麻植保では清基が保を没収され、保司職を解任された。そして清基に代わって小笠原長清の嫡男・小笠原長経が阿波の守護代及び、麻植保の地頭に補任された。理由は清基が麻植保の兵をつれて、佐々木氏に従って上皇軍に加わっていたというのである。事実清基は、承久の乱に上京していたが、上皇軍には加わらなかったと申し立て、保司を解任されたのを不服として、長経と論争をおこし、無実を鎌倉へ訴えて、長経と対決裁判をした。長経の申し状によれば、清基は承久3年夏、上皇方へ加わるために上京し、和田朝盛と共に戦場へおもむいたと申し立て、証拠の書状などを提出した。これに対して清基は、叔父の中原仲康が、和田朝盛と朋友であったから対面したが、かの兵乱には自分はもとより、麻植保の衆も参加していないと主張した。しかし長経の提出した証拠の中に、清基から経高に出した手紙があり、軍に加わる内容が書かれていたため、裁判の結果は清基が破れた。『吾妻鏡』二十六巻に、承久三年十月二十八日、平清基麻植保司没収の記事がある。
三代目の平俊職は官職を失って浪々の身となり京に出たが、承久の乱の敗者には仕官先もなく、賊徒の輩と徒党を組み、伊具四郎を毒矢で射殺し捕らえられた。首謀者の諏訪刑部左門は斬首となり、俊職と牧左衛門は、昔、祖父の康頼が流されていた鬼界ヶ島に流されて消息を絶ち、森藤の平家は絶家した。
俊職のおじ平康利は一族をまとめて森藤を引き払い、昔、父・康頼が赴任した越前国足羽郡の縁者を頼って彼の地へ去り、康利は出家して探嶺院に入り、その子の康綱も出家して後を継ぎ、探嶺院を浄土真宗（現在は出雲路派）心光山常照寺と改め同寺の開祖となる。のち権大僧都に昇ったとされる。また、その子孫も代々僧となった。

## 関連作品
テレビドラマ
- 『新・平家物語』（1972年、NHK大河ドラマ） - 演：石田太郎→中山昭二
- 『草燃える』（1979年、NHK大河ドラマ） - 演：日野道夫
- 『義経』（2005年、NHK大河ドラマ） - 演：内田龍磨